# Chattr
chattr (od ang. change attribute) – polecenie systemu Unix umożliwiające użytkownikowi zmianę konkretnych atrybutów pliku w systemach plików ext2/3/4. Autorem programu jest Remy Card.

## Wywołanie
```
chattr [-RVf][-v 
wersja
][-+=][AacDdijsSTtu] plik(i)
```

- -R - spowoduje zmianę atrybutów także w podkatalogach.
- -V - tzw. "verbose mode", czyli wypisywanie większej ilości informacji na standardowe wyjście.
- -f - ignoruje większość wiadomości o błędach.

- -v wersja - ustawia numer wersji pliku

### Opcje atrybutów
Opcje te muszą być opatrzone operatorami z zakresu [-+=]. - oznacza zabranie danej właściwości plikowi/plikom, + oznacza nadanie tej właściwości, a = nadaje wybraną właściwość, usuwając wszystkie inne.
- A - modyfikacja pliku nie zmienia rekordu atime (czas ostatniego dostępu).
- a - zawartość pliku nie może być kasowana, ani nadpisywana. Jedyna opcja edycji to dopisanie danych na końcu.
- c - plik jest skompresowany - zapis danych do pliku wiąże się automatycznie z ich kompresją, a odczyt pliku pokazuje plik zdekompresowany. Opcja eksperymentalna. Ma być zaimplementowana w następnych wersjach ext2/3.
- D - gdy katalog z tą opcją jest zmodyfikowany, zmiany są równocześnie zapisywane na dysku. Opcja działa tylko na jądrze 2.5.19 i wyższych.
- d - dany plik jest omijany podczas kopii bezpieczeństwa dokonanej przy pomocy programu dump.
- i - uniemożliwia wykonywanie operacji na pliku (edycja, zmiana nazwy, kasowanie, tworzenie dowiązań) wszystkim użytkownikom systemu - także superużytkownikowi (root). Opcja ta może być ustawiana lub zdejmowana przez roota.
- j - w systemie plików ext3/4 wymusza zapisywanie plików najpierw do dziennika przez zapisem na dysk. Opcja może być ustawiona tylko przez roota i nie działa na ext2.
- s - usunięcie tego pliku powoduje zeshredowanie obszaru na którym się on znajdował. Opcja eksperymentalna, ma być zaimplementowana w przyszłych wersjach ext2/3/4.
- S - modyfikacja tego pliku powoduje natychmiastowy zapis na dysk.
- T - katalog jest traktowany jako nadrzędny dla hierarchii katalogów przez alokator bloków Orłowa (używany w jądrze 2.5.46 i późniejszych).
- t - plik nie będzie miał częściowego fragmentu bloku na swoim końcu w przypadku subalokacji bloków (tail-merging). Ext2/3 nie obsługują tego systemu zarządzania plikami.
- u - podczas usuwania tego pliku zapisywana jest jego kopia, co umożliwia jego przywrócenie. Opcja eksperymentalna. Ma być zaimplementowana w przyszłych wersjach ext2/3.